# Борова (Люблінське воєводство)
Борова (пол. Borowa) — село в Польщі, у гміні Пулави Пулавського повіту Люблінського воєводства.
Населення — 533 особи (2011).

## Демографія
Демографічна структура станом на 31 березня 2011 року:
|          | Загалом | Допрацездатний вік | Працездатний вік | Постпрацездатний вік |
| -------- | ------- | ------------------ | ---------------- | -------------------- |
| Чоловіки | 252     | 50                 | 166              | 36                   |
| Жінки    | 281     | 44                 | 154              | 83                   |
| Разом    | 533     | 94                 | 320              | 119                  |